# Distretto di Jhongshan
Il distretto di Jhongshan (中山區S, Zhōngshān QūP), o distretto di Zhongshan, è un distretto della città di Keelung, situata a Taiwan.